# Ruch, Gironde
 Ruch  là một xã thuộc tỉnh Gironde trong vùng Aquitaine tây nam nước Pháp. Xã này nằm ở khu vực có độ cao trung bình 76 mét trên mực nước biển.